# 蛛緣蝽屬
蛛緣蝽屬（學名：Alydus）是蛛緣蝽科蛛緣蝽亞科之下一個半翅目昆蟲的屬。

## 物種
本屬現時包括以下六個物種：
- Alydus calcaratus (Linnaeus, 1758) (red-backed bug)
- Alydus conspersus Montandon, 1893
- Alydus eurinus (Say, 1825)
- Alydus pilosulus Herrich-Schaeffer, 1847
- Alydus scutellatus Van Duzee, 1903
- Alydus tomentosus Fracker, 1918

## 延伸閱讀
- Ross H. Arnett. . CRC Press. 30 July 2000. ISBN 978-0-8493-0212-1.